# معرض غلين فيفيان للفن
معرض غلين فيفيان للفنون (بالإنجليزية: Glynn Vivian Art Gallery)‏ هو المعرض الفني العام لمدينة ومقاطعة سوانزي، في ويلز، المملكة المتحدة. يقع المعرض في طريق ألكسندرا، بالقرب من محطة سوانزي للسكك الحديدية، مقابل مكتبة سوانزي المركزية القديمة.

## التاريخ
أصبح إنشاء معرض غلين فيفيان للفنون ممكناً عندما قدم ريتشارد غلين فيفيان في عام 1905 مجموعته من اللوحات والرسومات والصينية للمدينة بوقف قدره 10000 جنيه إسترليني. وضع المتبرع حجر الأساس بنفسه في عام 1909، ولكن بعد وفاته تم افتتاح المعرض رسميًا في عام 1911، «بحماس كبير وبهجة كبيرة». تم تصميم المبنى من قبل غليندينينج موكسهام على الطراز الإدواردي الباروكي. أصبح ويليام غرانت موراي، مدير مدرسة سوانزي للفنون، أول مدير للمعرض؛ منذ عام 1951، كان للمعرض أمين خاص به.
كانت مجموعة ريتشارد غلين فيفيان، مثل معظم المجموعات الخاصة، انتقائية. من خلال التبرعات والمشتريات، أصبحت مقتنيات المعرض أكثر تمثيلاً لمجموعة الفن الأوروبي، بينما ظلت غنية بأعمال الفنانين المحليين. يقدم المعرض أيضًا معارض وأحداثًا مستعارة، ولديه برنامج تعليمي.
في أكتوبر 2011، تم إغلاق المعرض مؤقتًا من أجل تجديد بتكلفة 6 ملايين جنيه إسترليني لتوسعة عام 1974. أثناء الإغلاق، خطط المعرض لمواصلة برنامج الأنشطة باستخدام أماكن محلية بديلة. نُقل عن الرئيس السابق لمجلس الفنون في ويلز قوله:
| معرض غلين فيفيان للفن | إن معرض غلين فيفيان هو مرفق مدني رئيسي والمعرض الفني الوحيد الذي تم تشييده لهذا الغرض في ويلز والذي لا يزال مفتوحًا. سيفتقده سكان سوانزي لكنهم سيرحبون به عند إعادته في شكله المتجدد | معرض غلين فيفيان للفن |

تم تمديد جدول العمل لمدة عامين بعد أن انتقل المقاول الأصلي إلى الإدارة. أعيد افتتاح المبنى في عام 2016.

## محتويات المعرض
يعرض المعرض مجموعة واسعة من الفنون المرئية من الوصية الأصلية لريتشارد غلين فيفيان (1835-1910)، ويتضمن أعمالًا للفنانين القدامى بالإضافة إلى مجموعة دولية من الخزف الصيني.
تشمل اللوحات أعمال ريتشارد ويلسون، وكلود مونيه، وتوماس جونز، ومارك جيرتلر، وأغسطس يوحنا، وغوين جون، وستانلي سبنسر، ولوسيان بيسارو، وبول ناش، وجويدو ريني، وسيدريك موريس، وبن نيكلسون، وألفريد جينس، وسيري ريتشاردز، وإيفون هيتشنز، توماس لورنس، إتش سكوت توك، ريزارد زاجاك، إيفان والترز، كيفين ويليامز.
من بين الرسومات يمكن العثور على أعمال ألبريشت دورر وأغوستينو كاراتشي وويليام بليك وسيري ريتشاردز.
تشمل الرسومات بالألوان المائية أعمال ريتشارد ويلسون وتوماس غينزبرة وجون سيل كوتمان وتوماس راولاندسون وريتشارد باركس بونينجتون وجوين جون وسيري ريتشاردز.

يحتوي المعرض على مجموعة كبيرة من الخزف الصيني، بالإضافة إلى قطع مختارة من المصانع البريطانية والأوروبية الأخرى والزجاج البريطاني والفرنسي. من بين هذه الأمثلة أقدم الأمثلة على الخزف الأوروبي، مزهرية ميسن التجريبية كاملة بعلامة إيه أر.

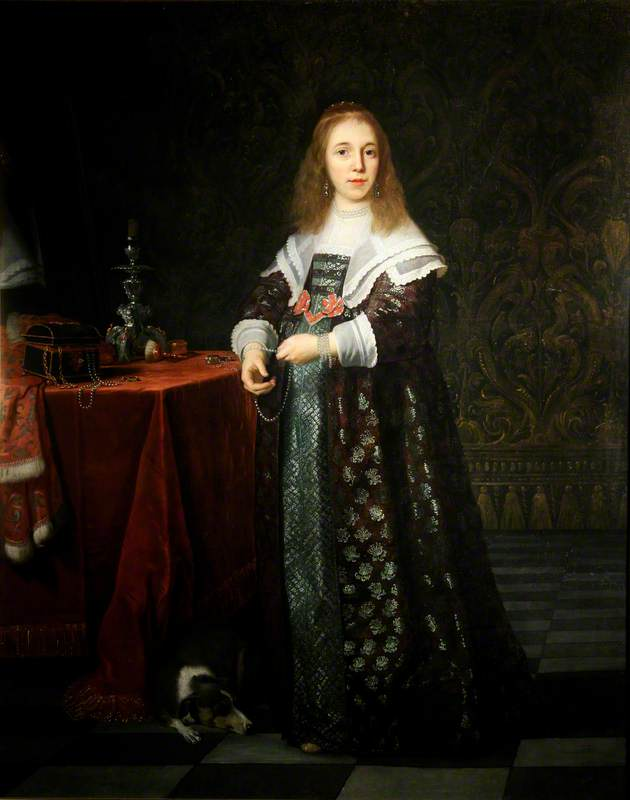
صورة لسيدة شابة لبارثولوميو فان دير هيلست
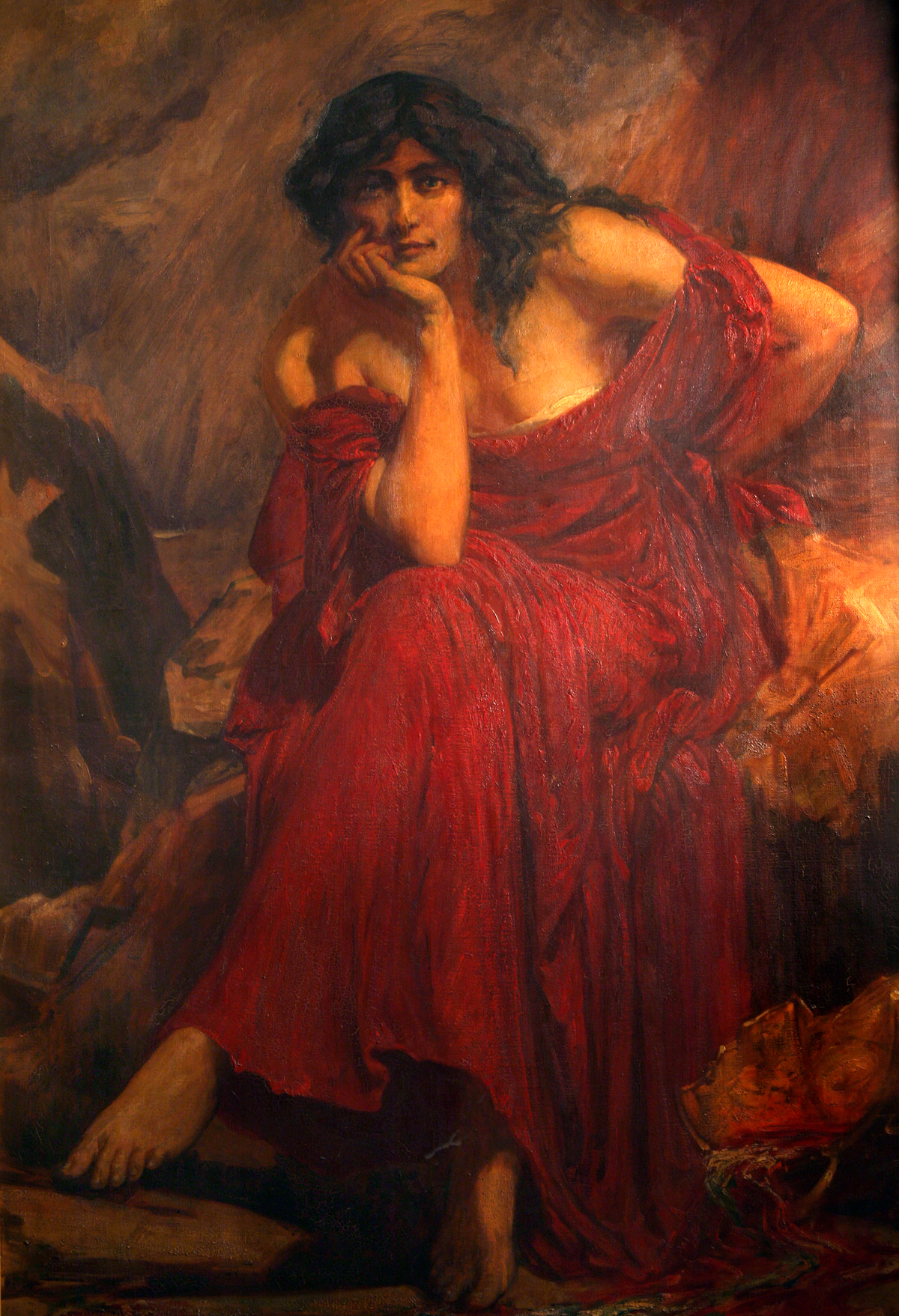
كيردوين بواسطة كريستوفر ويليامز
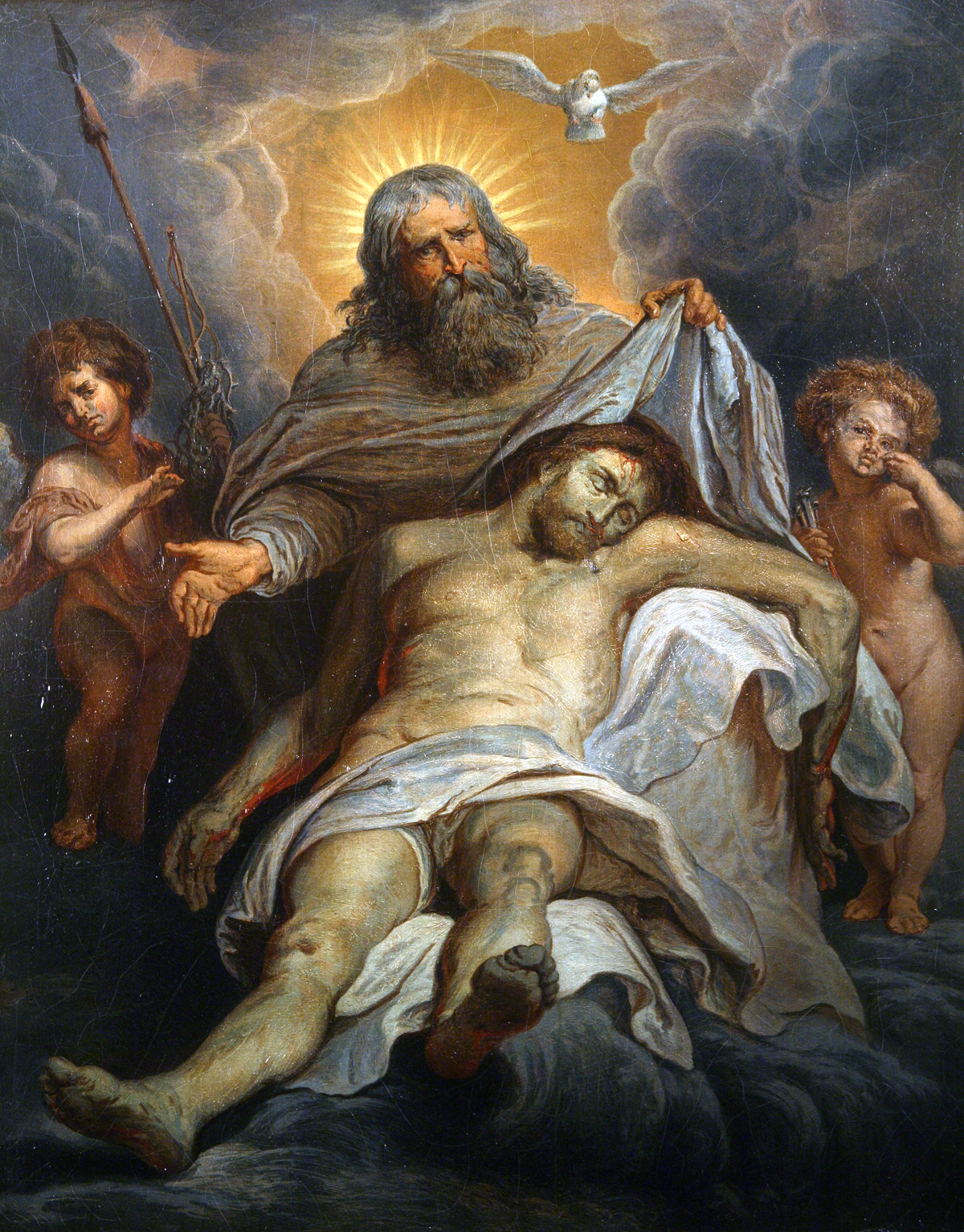
لا سانت ترينيتي لجوستاف دوريه
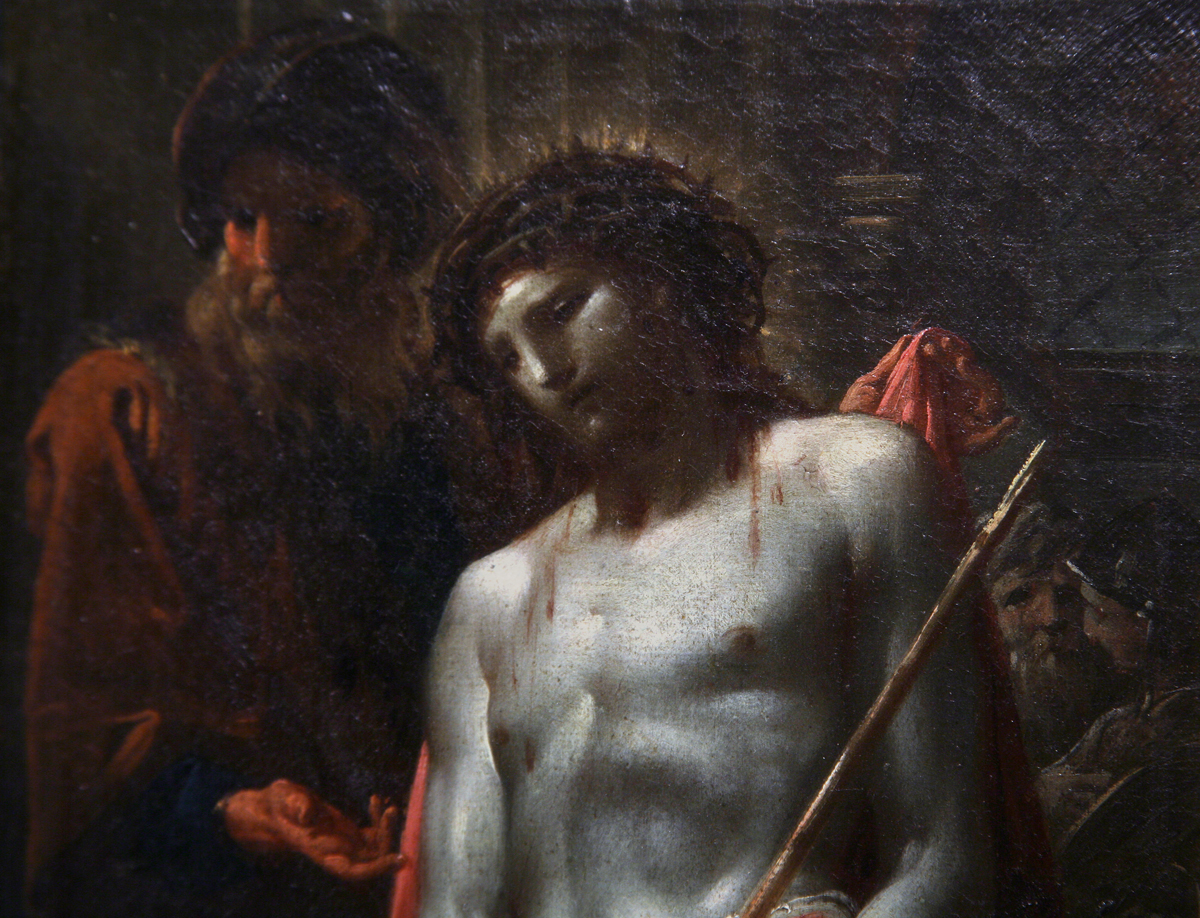
إيس هومو للمؤلف أنطونيو دا كوريجيو
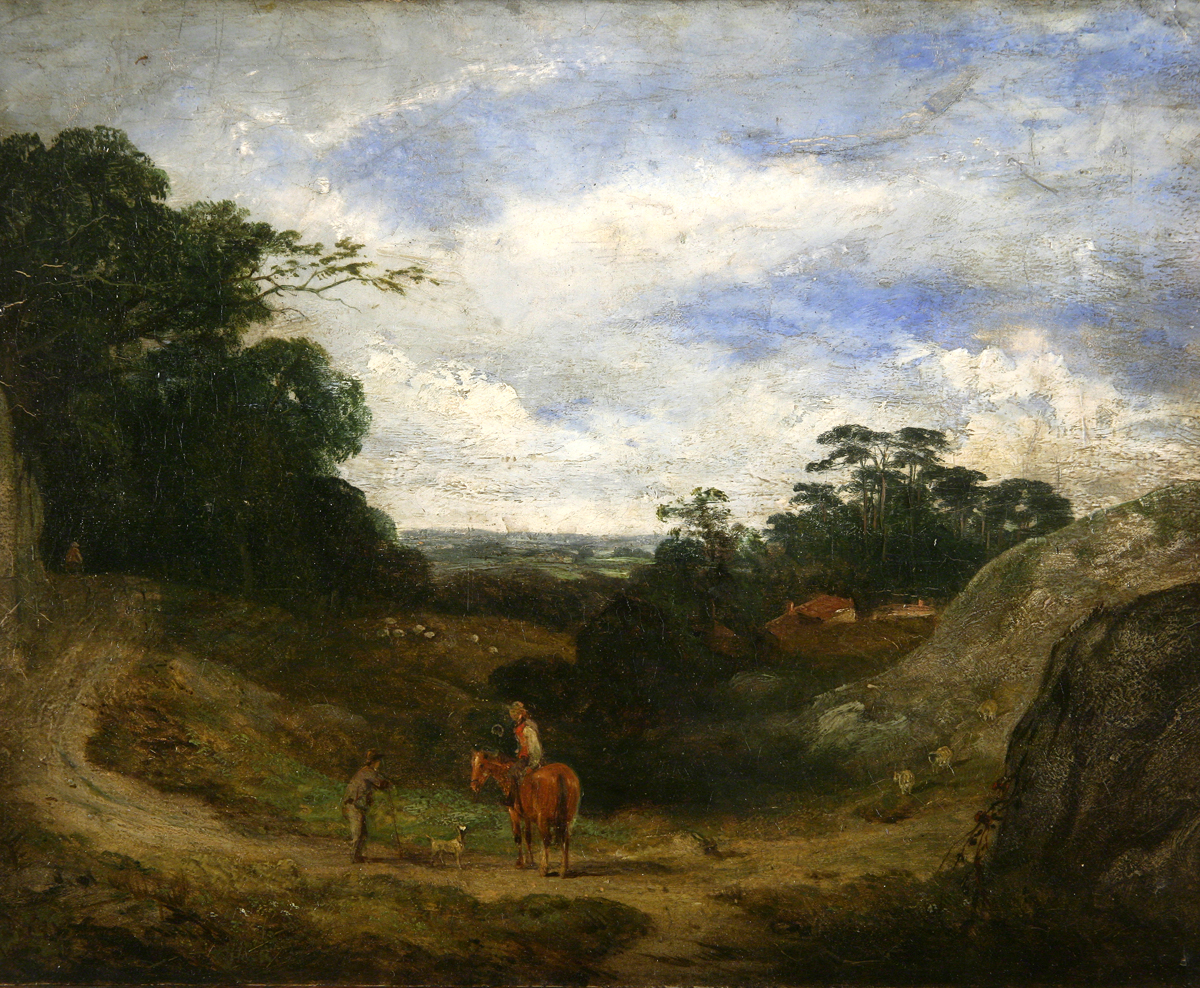
منظر طبيعي مع شيبرد بواسطة ديفيد كوكس
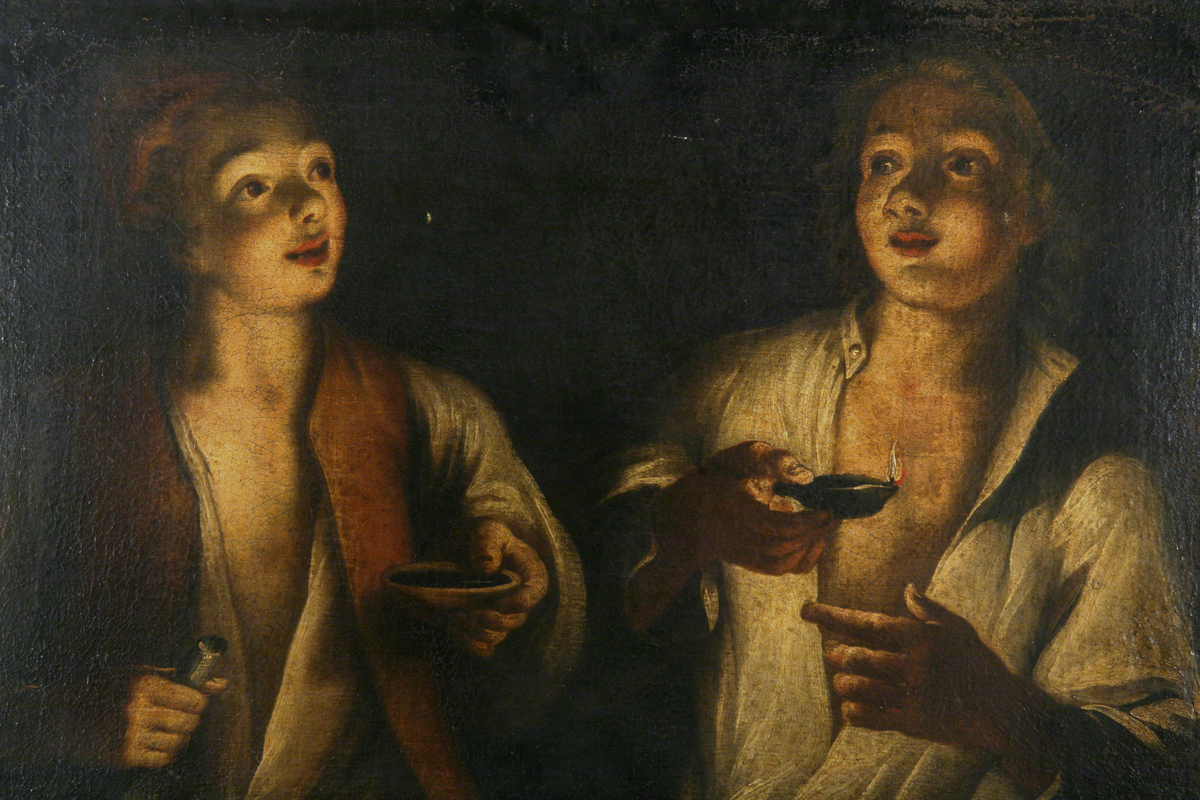
مساء الخير
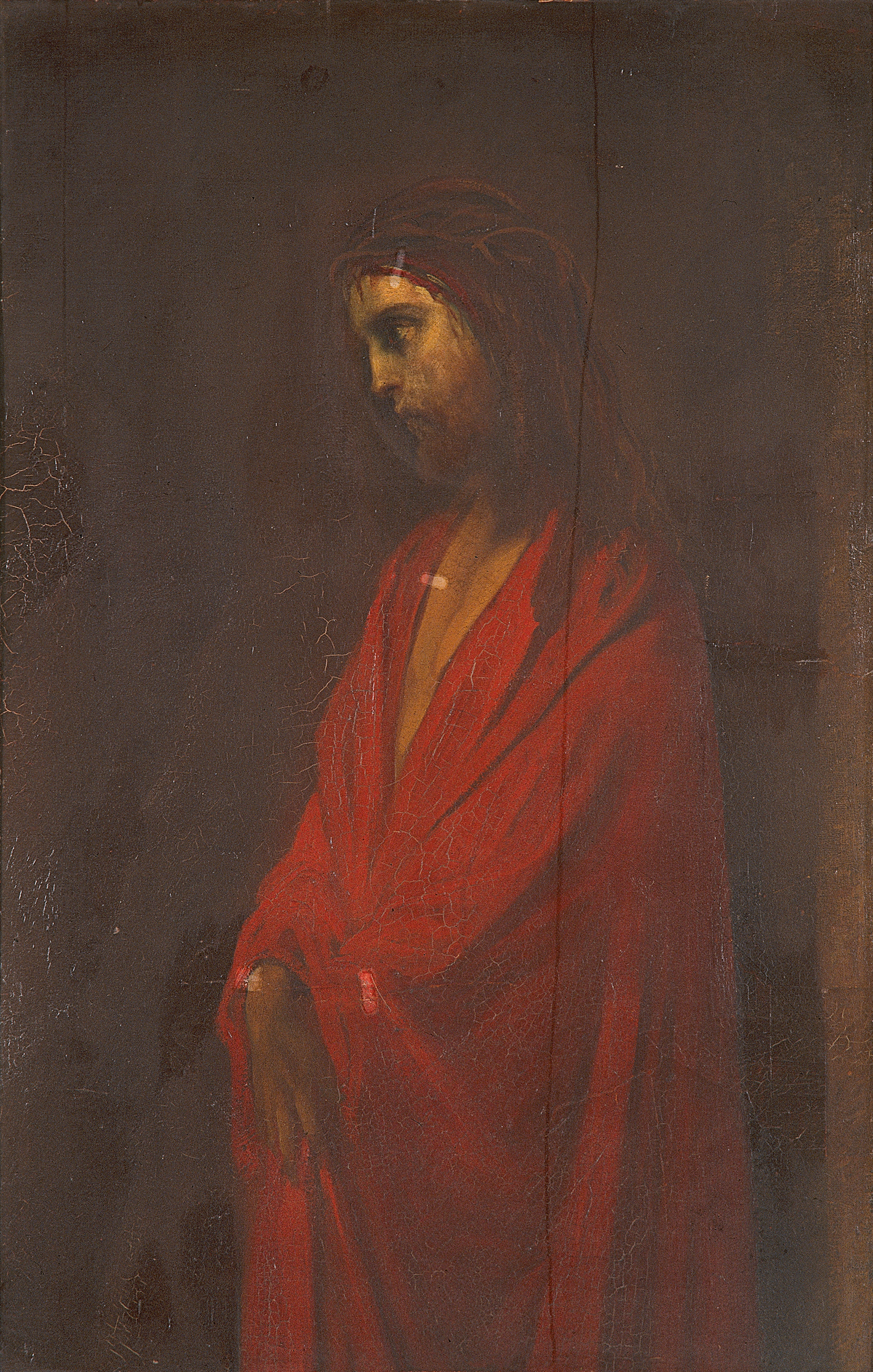
إيس هومو لجوستاف دوريه
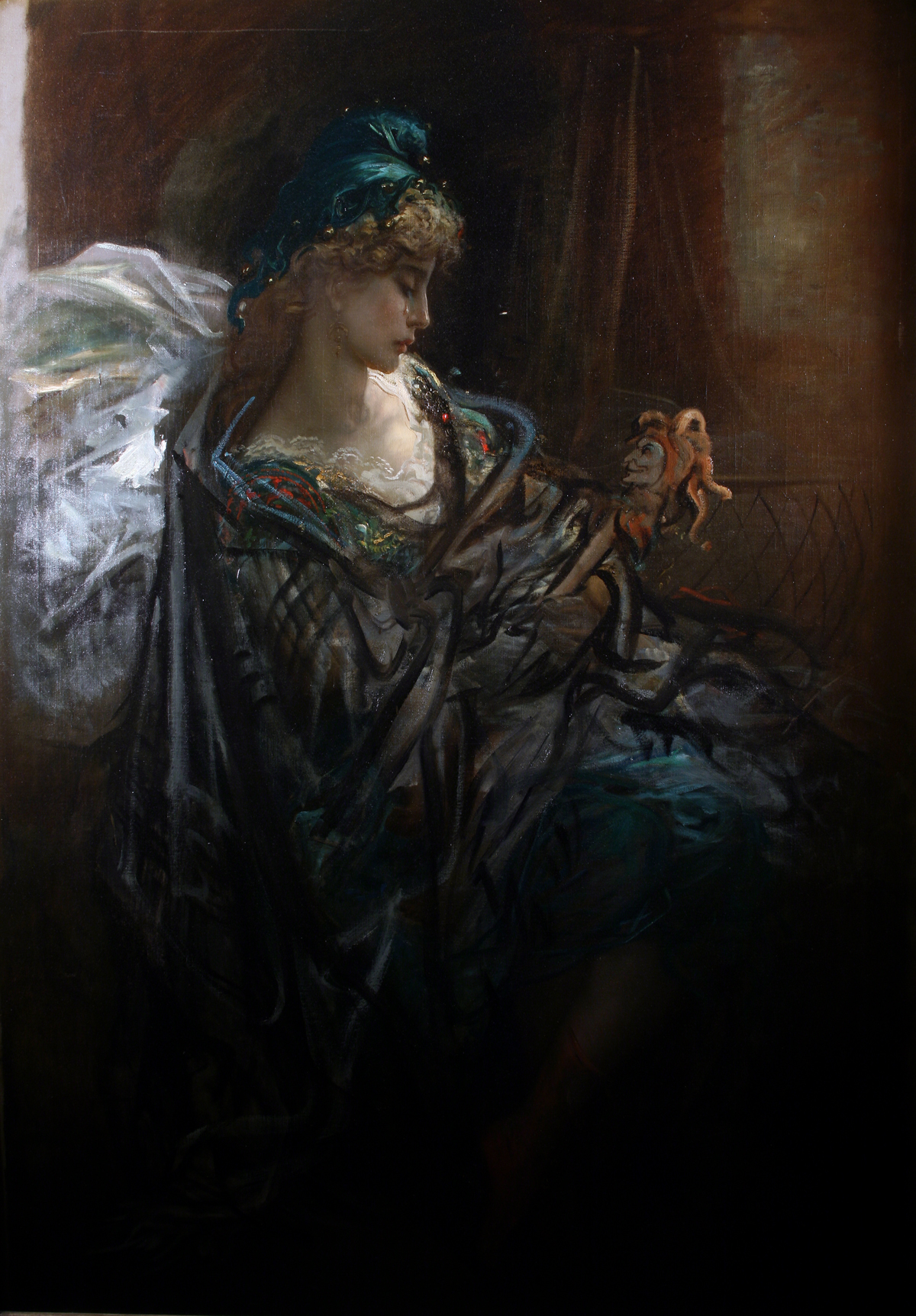
لا فولي لجوستاف دوريه
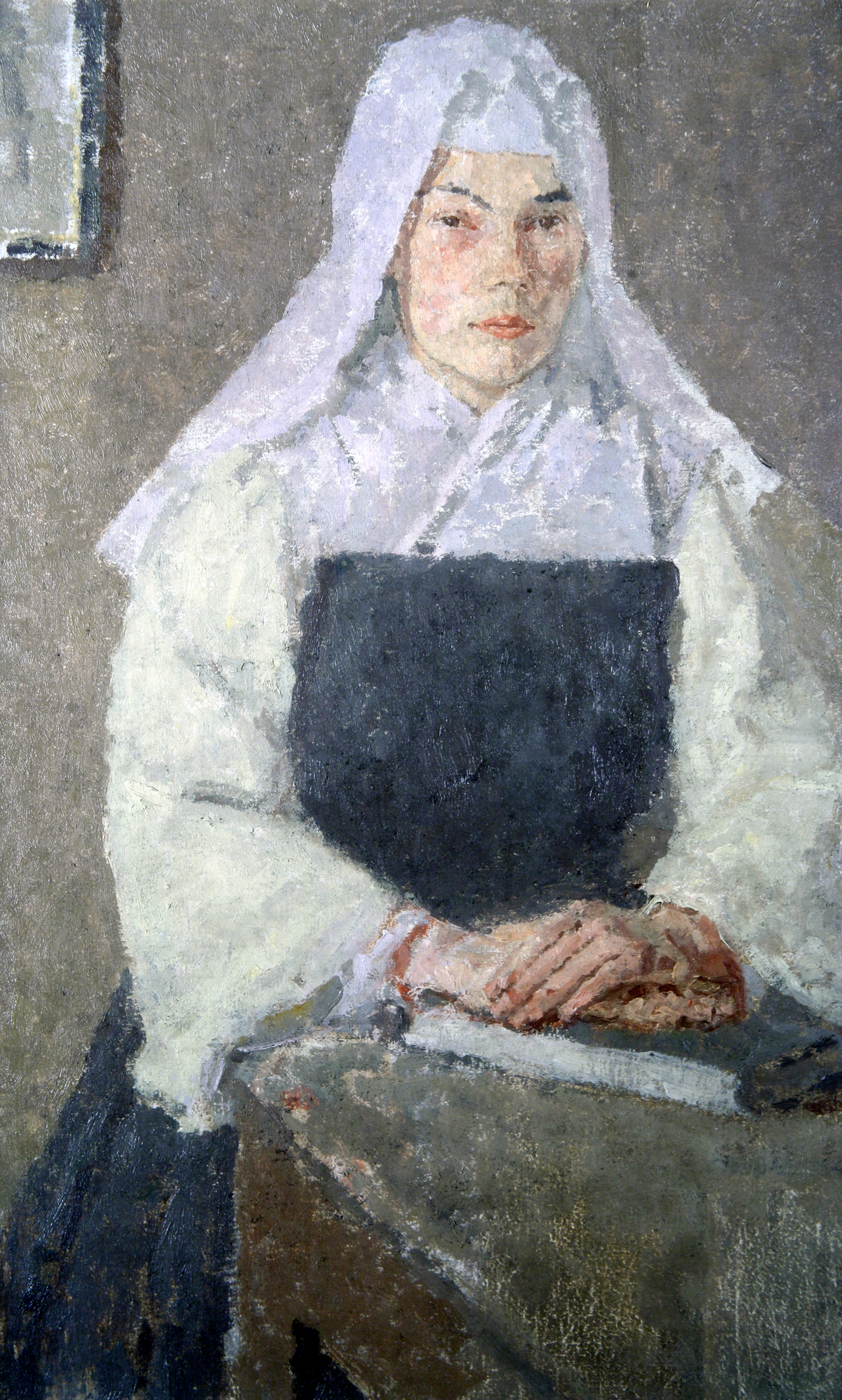
الراهبة لجوين جون
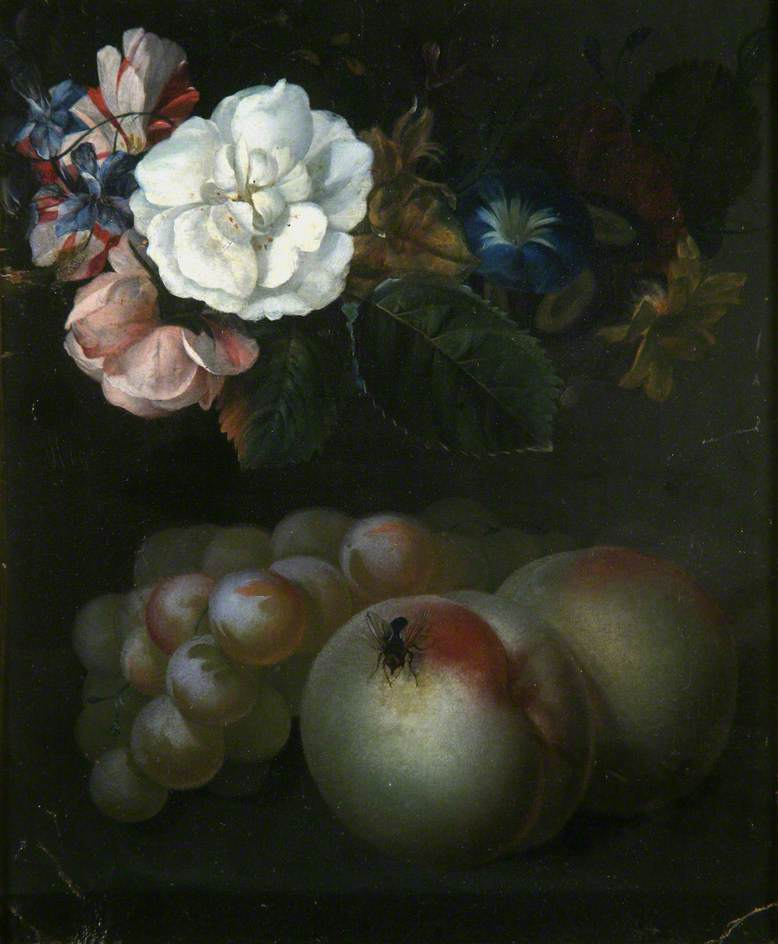
دراسة الفاكهة والزهور لأجاثا فان دير مين
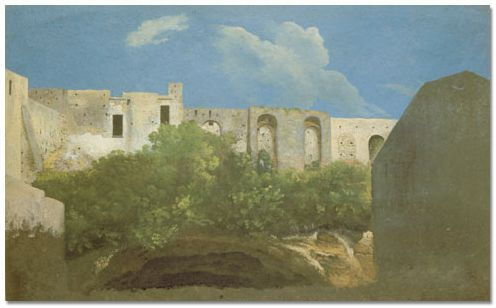
المباني المدمرة في نابولي بواسطة توماس جونز
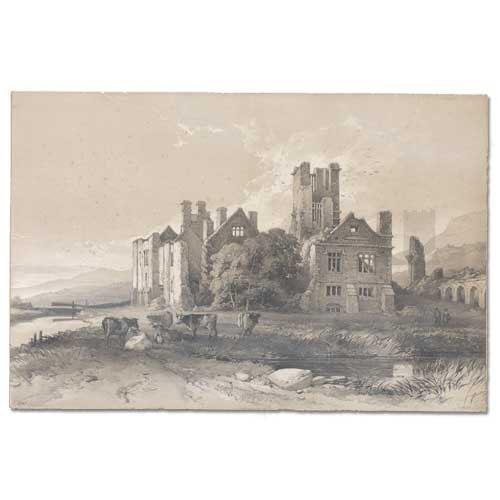
نيث أبي بواسطة جون سير

## روابط خارجية
- الموقع الرسمي
- اللوحات في معرض غلين فيفيان للفنون على لوحاتك (بي بي سي)